# .vg
‎.vg‏ دامنه اینترنتی اختصاص داده شده به جزایر ویرجین بریتانیا است.